# PC-FX
PC-FX(일본어: ピーシー エフエックス)는 닛폰 전기와 허드슨 소프트가 공동 개발한 PC 엔진의 후계 기종이다. 1994년 12월 23일 일본에서 발매되었으며, 발매 당시 정가는 49,800엔이다.

## 개요
PC 엔진 시대의 코어 구상을 계승하여 PC-FX 보드, PC-FXGA 등 PC에서 PC-FX용 게임을 즐길 수 있는 보드가 발매되었고, PC-98의 SCSI CD-ROM 드라이브로 사용할 수 있다. 가정용 게임기로는 최초로 세워두는 디자인을 채택, 굿 디자인을 수상하기도 하였다.
소니의 플레이스테이션, 세가의 세가 새턴과 비슷한 시기에 발매되어 32비트 게임기의 시장 쟁탈전을 벌일듯 싶었지만, 2D 동영상을 전면에 내세우는 대신에 3D 기능을 전혀 갖추지 않아 판매량은 약 40만대에 그치고 말았다.

## 세부 사항
PC-FX는 1992년 개발된 아이언 맨(Iron Man)이라는 32비트 개발킷을 기본으로 디자인되어 1994년 12월 23일 발매되었다.
CPU는 NEC가 개발한 32비트 RISC CPU V810(μPD70732GD-25)로 닌텐도의 버추얼 보이에도 사용되었다. PC 엔진과 마찬가지로 HuC6270을 2개 사용하고 HuC6272(모션 디코더)를 사용해서 동영상을 추가하였지만 성능이나 게임 개발 환경이 나빠지게 된다. HuC6273은 1995년 PC-9801 및 PC/AT호환용 PC-FXGA 보드에 사용되었다.
당시의 다른 기기 핵심 기능이었던 3D 폴리곤 기능이 전혀 없었기 때문에 동영상을 이용한 미소녀 연애 게임에 치중하였지만 PC 엔진에 비해 별 발전이 없는 그래픽과 사운드로 32비트 게임기 경쟁에서 3DO와 함께 일찌감치 탈락되었으며 소프트웨어도 62개만이 발매되었다.
PC-FX의 실패로 NEC 홈 일렉트로닉스는 사업정리의 대상이 되어 가정용 게임 업계에서 완전히 철수한다.

## 사양
- CPU
  - NEC 32비트 V810 21.48MHz (15.5밉스, 5웨이 수퍼스칼라)
- 메모리
  - 2MB 메인 RAM
  - 1MB 공용 RAM (배경 화면, 모션 디코더, CD-ROM DMA, ADPCM용)
  - 256KB 전용 VRAM (HuC6270용)
  - 1MB 바이오스 ROM
  - 256KB CD롬 버퍼
  - 32KB 백업 메모리
- 비디오
  - 해상도 256x240p, 320x240p, 256x480i, 320x480i, 24비트 1677만색
  - 배경화면 6면, 스프라이트 2면, 동영상(모션 디코더) 1면
  - 회전, 확대, 축소, 반투명, 페이드 이펙트 지원
  - 초당 30프레임 풀 스크린 동영상 재생
- 사운드
  - CD-DA, 스테레오 ADPCM 2ch 31.5KHz
  - 스테레오 웨이브 음원 6ch (5비트)
- 확장 단자
  - 본체바닥 : 메인 메모리 확장용 슬롯
  - 본체후면 : CPU 확장 슬롯 (PC-98과 접속 가능)
  - 본체전면 : 백업 메모리 카드 슬롯 (FX-BMP 256KB)